# Takagi
Takagi (jap. 喬木村 Takagi-mura) – wieś w Japonii, na wyspie Honsiu, w prefekturze Nagano. Według danych na rok 2020 miejscowość zamieszkiwało 5 973 mieszkańców , a gęstość zaludnienia wyniosła 89,7 os./km².